# Lithophane antennata
Lithophane antennata là một loài bướm đêm trong họ Noctuidae.